# Kuhajiwci
Kuhajiwci (ukr. Кугаївці, hist. pol. Kuhajowce) – wieś na Ukrainie, w obwodzie chmielnickim, w rejonie kamienieckim, w hromadzie Czemerowce. W 2001 liczyła 1647 mieszkańców, spośród których 1638 wskazało jako ojczysty język ukraiński, a 9 rosyjski.